# Benin (rivier)
De Benin is een rivier die door het zuidwesten van Nigeria stroomt.
Hij begint onder de naam "Ethiope" in het zuidoosten van de staat Edo. Vervolgens passeert hij diverse steden en dorpen, zoals Umutu, Owah Abbi, Obiariku, Abraka, Igun Watershed, Idjerhe Kingdom, Sapele, Mosogar en Koko. Nabij Sapele gaat de Ethioperivier over in de Benin. Vanaf hier verbreedt de rivier zich tot een klein estuarium en mondt na een aantal kilometers stroomafwaarts uit in de Golf van Guinee.
Feitelijk gezien is de Benin (deels) een aftakking van de Niger, aangezien de twee rivieren via een aantal kreekjes met elkaar in verbinding staan.